# برنهارت فون بولو
برنهارد هاینریش کارل مارتین فُن بولو(به آلمانی: Bernhard Heinrich Karl Martin von Bülow) (زاده ۳ مه ۱۸۴۹ – درگذشته ۲۸ اکتبر ۱۹۲۹) سیاست‌مدار، وزیر امور خارجه (از ۱۸۹۷ تا ۱۹۰۹) ، صدر اعظم امپراتوری آلمان (از ۱۹۰۰ تا ۱۹۰۹) بود. وی از ۱۹۰۵ میلادی ملقب به شاهزاده فون بولو (به آلمانی: Fürst von Bülow) گردیده‌بود.

## زندگی و ویژگی‌ها
وی را مردی توصیف کرده‌اند که همه چیز داشت جز عظمت. او سری گرد و چشمان آبی شوخ و سبیلی پیراسته داشت. او به چندین زبان چیرگی و روابط عمومی نیرومندی داشت. او در عین پشتکار بالا مغرور هم بود. او از خود زندگی‌نامه‌ای به جا گذاشت که پس از مرگش به چاپ رسید.
پدر او برنهارد ارنست فون بولو یک دولت‌مرد آلمانی-دانمارکی بود. در جنگ فرانسه و پروس او به عنوان داوطلب به جبهه رفت. در اتریش تا درجهٔ ستوانی پیشرفت‌کرد، ولی در ارتش نماند و در رشتهٔ قانون تحصیل کرد.
فون بولو ۱۸۷۶ کاردار سفارت آلمان در پاریس شد. در ۱۸۸۴ به سن‌پترزبورگ گسیل‌شد. در ۱۸۸۷ در روسیه از پاکسازی قومی لهستانی‌ها از مرزهای آلمان دفاع‌نمود. به زودی با ویلهلم دوم قیصر آلمان رابطهٔ خوبی برقرار نمود. در ۱۹۰۰ او به صدارت عظمی گزیده‌شد.
در ۱۹۰۹ وی آنگاه که نتوانست از افزایش مالیات مورد تقاضای ویلهلم دوم در رایشستاگ دفاع کند از صدر اعظمی کناره‌گیری نمود. فون بولو پس از صدارت عظمی میان سال‌های ۱۹۱۴ تا ۱۹۱۵ سفیر آلمان در ایتالیا بود.